# Теорема о теннисном мячике

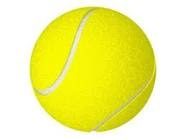
Шов имеет ровно 4 точки перегиба и делит поверхость на две части с одинаковой площадью.

Теорема о теннисном мячике утверждает, что гладкая кривая на поверхности сферы, которая делит её площадь на две равные части имеет не менее четырёх точек перегиба.
Название теоремы происходит от стандартной формы теннисного мяча, где шов образует кривую, которая удовлетворяет условиям теоремы.

## История
Под этим названием теорема появляется в книге Владимира Игоревича Арнольда 1994 года
но результат был доказан раньше; в 1968 Беньямино Сегре,
и в 1977  Джоэлем Л. Вайнером.

## О доказательствах
Стандартное доказательство основано на том, что кривая с меньшим числом точек перегиба лежит в полусфере и, значит, не может ограничивать половину её площади.
Найдено также доказательство, использующее укорачивающий поток.

## Вариации и обобщения
- Теорема применима к любой простой гладкой кривой на сфере, которая не содержится в замкнутом полушарии.
- Если дополнительно потребовать, что кривая на сфере является Центрально-симметричной, она должна иметь не менее шести точек.
- Также является аналогом теоремы Августа Мёбиуса, что все стягиваемые гладкие кривые на проективной плоскости имеют по крайней мере три точки перегиба.
- Эта теорема является аналогом теоремы о четырёх вершинах, что любая гладкая простая замкнутая кривая на плоскости имеет не менее четырёх вершин (экстремумов кривизны).